# متعددات الحدود لهيرمت
متعددات الحدود لهيرمت (بالإنجليزية: Hermite polynomials)‏ هن متتالية متعددات حدود متعامدة كلاسيكية. سميت هذه المتعددات للحدود هكذا نسبة لعالم الرياضيات تشارلز هيرمت.

## تعريف
{\displaystyle {\mathit {He}}_{n}(x)=(-1)^{n}e^{\frac {x^{2}}{2}}{\frac {d^{n}}{dx^{n}}}e^{-{\frac {x^{2}}{2}}}=\left(x-{\frac {d}{dx}}\right)^{n}\cdot 1},